# Гонка за лідером

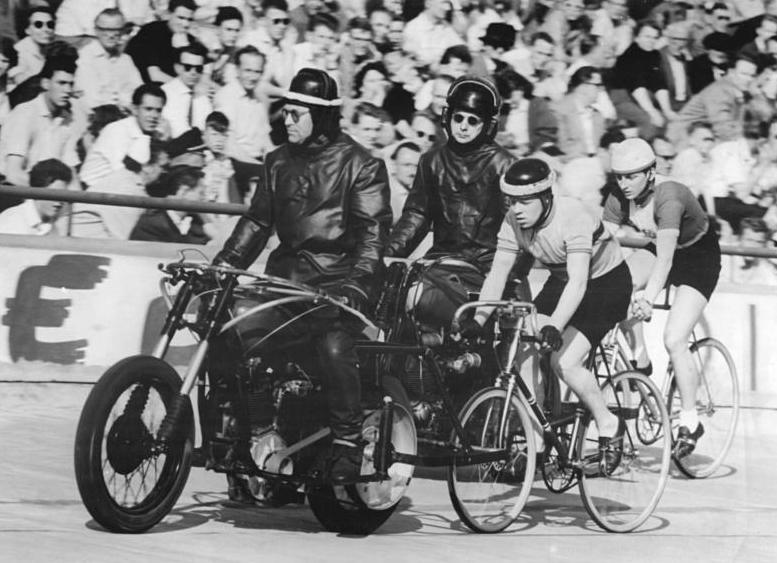
Гонка за лідером, Берлін-Вайсензее 1958,

Гонка за лідером — це велосипедні змагання, в яких велосипедист слідує за автомобілем, або, частіше, за мотоциклом. Велосипедист слідує так близько, щоб знаходитися в аеродинамічному «мішку» свого провідника. На перших перегонах за лідером велосипедисти їхали за тандемним велосипедом, який міг мати аж до п'яти велосипедистів. Рекордні заїзди на трасі Бордо-Париж були виконані, коли велосипедист слідував за автомобілем. Зазвичай гонки або тренування виконуються за мотоциклами.

## Витоки гонки за лідером
Велосипедисти почали використовувати тандемні велосипеди як лідери в кінці 19 століття. У тандемі велосипеда-лідера могло бути до п'яти велосипедистів. Компанії, такі як Данлоп спонсорували відповідні команди, і «десятки тисяч» зацікавлених глядачів виходили дивитися. Велосипедист із південного Лондона, Дж. В. Stocks, встановив британський рекорд у 32 милі 1 086 ярдів (52,492 км) за годину, слідуючи за Данлоп квінтиплетом 27 вересня 1897. Велосипедисти тандемного велосипеда лідера у гонках, були професіоналами, понад 100 з яких працювали за контрактом. Кожен учасник змагань повинен був мати від шести до восьми  команд тандемного велосипеда для перегонів на дистанції від 50 та 100 миль (80 та 161 км).
Швидкості зросли, коли до тандемного велосипеда лідера почали додавати двигуни. Артур Чейз і француз Еміль Бухорс встановили англійський рекорд слідуючи за підсиленими двигунами тандемами в 1898 і 1899 роках. Чейз використовував мотоцикл на 4+1⁄2 гальм. к. с. (4,6 PS) для переслідування і подолав 37 миль 196 ярдів (59,725 км) у приватному тесті в Кришталевий палаці на півдні Лондона, у липні 1900 року, але гонщики із США і Парижа вже показали кращі результати. У деяких перегонах брали участь команди як із велосипедом-лідером, так і тандемами та мотоциклами, тому для компенсації гонщики отримували різні стартові очки для компенсації.

## Переслідування за автомобілем
Перегони Бордо-Париж, протяжністю майже 600 км (370 миля) від південного-заходу Франції до столиці, частково проходила автомобільними дорогами в 1897, 1898 і 1899. Як і Париж–Рубе. Історик П'єр Чани розповідав: «Автомобілі з'явилися лише на коротких проміжках траси Париж — Рубе. На дорогах півночі, ці галасливі автомобілі, високі з дерев'яними колесами та прибитими шинами займали місце на дорозі, і піднімали величезні хмари пилу. Водії, які носять шкіряний одяг, захищали очі величезними окулярами, крокували у невідомість! Велогонщики приховувалися в усьому цьому хаосі і абсолютно нічого не могли бачити, як на вістрі леза бритви, ризикуючи життям на швидкості 50 км/год (31 миля/год). Шум стояв пекельний, і колона переміщалася у смороді із вихлопних труб».

## Переслідування за мотоциклом
Перші перегони більше були обмежені за швидкістю мотоцикла, яку він міг розвивати, а не швидкістю велосипедиста, який слідував. За словами історика Н. М. Елліса, середня швидкість у 50 км/год (31 миля/год) було хорошим середнім показником. Перегони стали швидшими, коли лідери змогли набирати більших швидкостей. Свого часу темп перегонів тримав глядачів у захваті протягом багатьох десятиліть в Європі і, певний час, в Північній Америці. За видовищем спостерігали десятки тисяч глядачів, особливо в Німеччині. Популярність цього виду перегонів знизилися у другій половині 20-го століття.[джерело?]
Існують кілька правил. Машина-лідер має бути оснащена комплектом невеликих роликів збоку від заднього колеса, щоб уникнути аварії, яка відбудеться після торкання переднього велосипедного колеса задньої частини мотоцикла. Тривалість гоночних дистанцій продовжені до шести днів, хоча більш популярні гонки були на одну годину і на 100-миль (160 км). Лобові стекла були тимчасово дозволені, але відмовилися після чемпіонату світу в 1904 році.
Після зростання швидкостей нещасні випадки стали звичайним явищем. Американець Гаррі Елькес помер від отриманих травм після аварії на очах у 10 000 глядачів в Бостоні, штат Массачусетс, США. Його заднє колесо вибухнуло на швидкості 100 км/год (62 миля/год) і його відкинуло під іншу машину-лідера, яка «задавила лежачу людину жахливим чином.» Джордж Ліндер із Чикаго, сказав: «Тільки невдахи вбиваються» перед початком гонки у «Парк де Пренс» у Парижі. Ліндера відкинуло на 5 метрів (16 фут) у повітря після 80 км (50 миля), впав на доріжку, і відскочив на сидіння; помер через 36 годин. В аварії у Берліні, яка сталася 18 липня 1909 загинуло дев'ять глядачів, коли мотоцикл вилетів на трибуни і вибухнув.
Історик Петер Нає писав:
Гонки переслідування за мотоциклом було чарівним, але небезпечним видовищем. Падіння були поширеними, найчастіше через лопання велосипедних шин на великих швидкостях. Гонщики не носили ні шоломів, ні рукавичок. Вони залежать від швидкості рефлексів, грубого молодого здоров'я, і удачі. Не зважаючи на всі три характеристики, гонщик Боббі Валфур зібрав значну (навіть жахливу) колекцію травм за всю свою кар'єру: 28 переломів правої ключиці, 18 лівої, 32 зламаних ребра, і 60 швів на обличчі та голові. Одного разу, згідно з сімейною історією, його зарахували загиблим  і доставили до моргу у Парижі, де він прийшов до тями на столі.
Найбільші машини, які були виготовлені для переслідування, із використанням деталі від інших мотоциклів, і двигунами об'ємом до 2 400 см3 (150 дюйм3). Найбільшими керувало дві людини: один сидів за кермом, а інший сидів обличчям до велосипедиста, щоб створювати для нього захист та керувати роботою двигуна. Пейсери носили шкіряний одяг, захисні окуляри і шоломи, хоча багато із них вдягали плоскі капелюхи.
Світовий керівний орган Союзу велосипедистів, встановив правила для гонок за лідером на мотоцикли в 1920 році. До цього користувалися стандартами, які були встановлені поліцією, особливо в Німеччині, або інших країн по трасі змагань.
Світові чемпіонати проводилися щорічно протягом 100 років, за винятком періодів війни, досить часто окремо для любителів і професіоналів. Карстен Пордлещ, який виграв чемпіонат у 1994 році, є останнім і дійсним світовим чемпіоном. Національні чемпіонати продовжиться в деяких європейських країнах а також європейський чемпіонат проводяться щорічно.
Зараз використовуються мотоцикли, які мають об'єм двигуна 750 см3 (46 дюйм3) виробників Тріумф Тигр або БМВ. Мотоцикли для гонок за лідером мають ролик на задній частині рами, щоб тримати рівномірну відстань до велосипедиста. Деякі гонщики були проти, коли UCI наполягав на них в 1920 році. Водій лідера стоїть або сидить у вертикальному положенні, щоб створити максимальний захист від зустрічного потоку повітря для велосипедиста, і кермо було розширені, щоб полегшити положення, одягнений у стандартний шкіряний костюм, який сприяє ефекту «повітряного мішка» для будь-якого велогонщика. Можуть сягати швидкості у 100 км/год (62 миля/год); хоча в середньому швидкість підтримується 60—70 км/год (37—43 миля/год).
Велосипеди виготовляють міцні, зі сталі, мають менші передні колеса, що дозволяє велогонщику нахилятися вперед у «повітряному мішку».

## Переслідування за Дерні

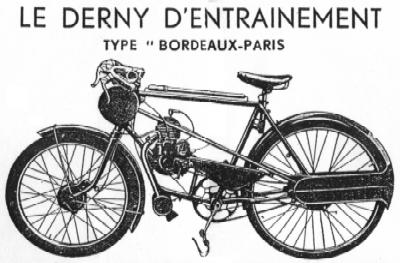
Рекламний плакат Дерні

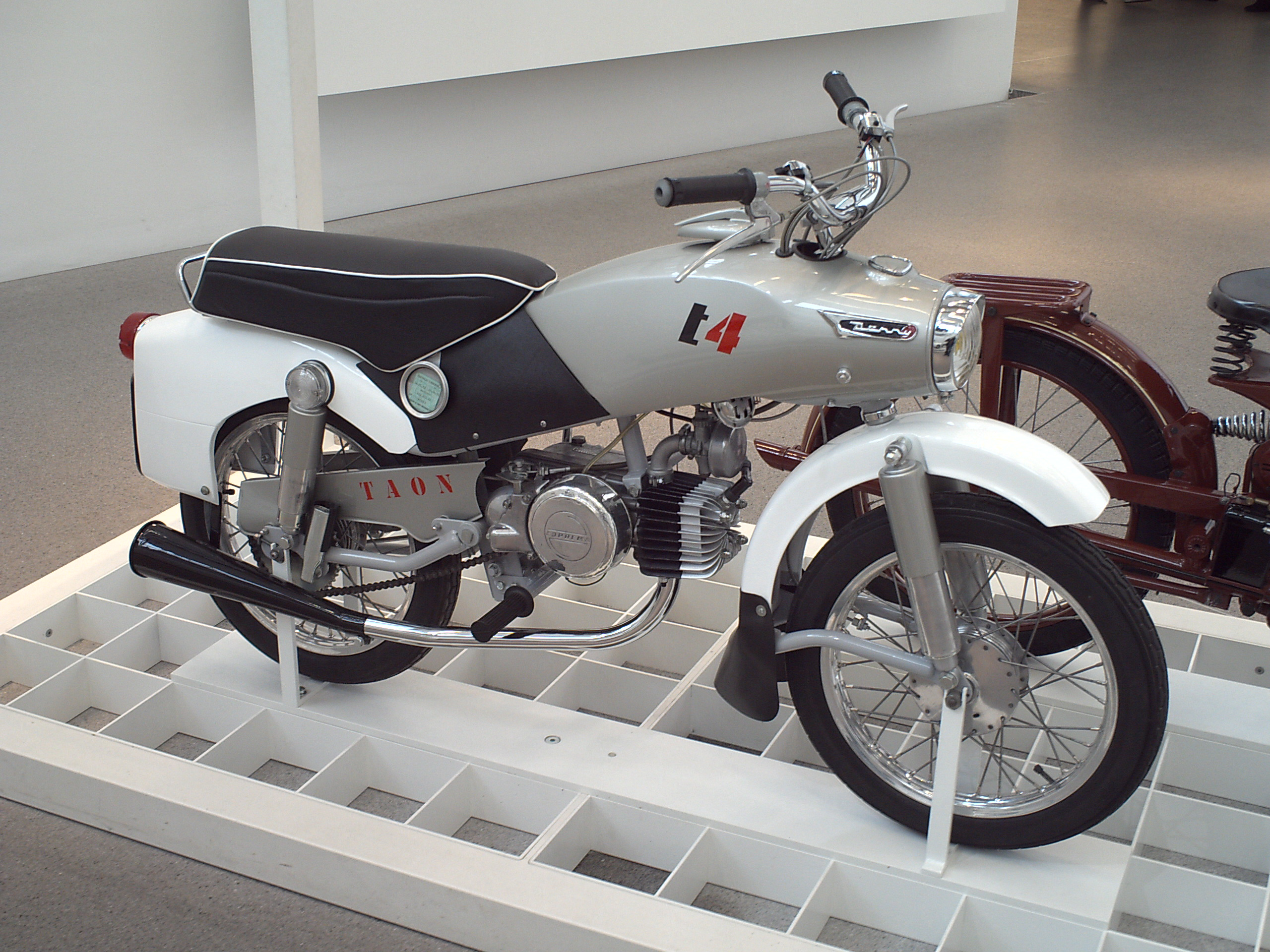
Derny Taon 125, 1955/1956

Як правило, дерні — це легкий моторизований велосипед оснащений двотактним двигуном Цюрхер, об'ємом 98 см3 (6,0 дюйм3), із можливістю крутити педалі на фіксованій передачі. Як правило, від 70 зубів на передній зірочці і 11 зубів на зірочці заднього колеса. Така комбінація забезпечує плавне прискорення і уповільнення, що важливо, коли велогонщик тримається у кількох сантиметрах від захищеного заднього колеса лідера. Сполучення між двигуном і заднім колесом має гарантує, що машина не стане, якщо мотор зупиниться.
Перший Ентраінеур або моделі Бордо–Париж, з бензиновим баком на кермі, були створені у майстерні Роджер Дерні та син, що була на авеню Сен-Манде, Париж, Франція у 1938 році. Закрилася в 1957 році, хоча інша компанія, Дерні сервіс на вулиці Пікпус обслуговувала та відновлювала машини у 1970-х роках. Дерні також виготовляли вуличну адаптації із назвою Соло, а також тандеми і мопеди.
Назва дерні тепер використовують до всіх мотоциклів такого типу, не залежно від виробника. Термін використовується у словнику Ларусс як загальне поняття для невеликих мотоциклів, які використовуються у велосипедних перегонах. Мотоцикли повинні оснащуватися стартером. Вони можуть підтримувати швидкість гонщиків до 90 км/год (56 миля/год), хоча протягом перегонів швидкість рідко перевищує 80 км/год (50 миля/год). Велогонщики позаду Дерні-лідера їздять на звичайних трекових велосипедах.
На частину шляху велосипедних перегонів Бордо–Париж у період від 1946 по 1985 роки використовували Дерні.

## Лідери
Співпраця між лідером і стаєром (переслідувачем) включає у себе терміни і сигнали, які мають бути зрозумілими не залежно від національності, тому що лідер і переслідувач можуть бути із різних країн. Стаєр повинен бути близький до ролика, щоб отримати максимальну ефективність від зниженого тиску, але якщо він наблизиться занадто близько, може потрапити в ролик і впасти; якщо він занадто віддалиться, то втратить ефект прискорення від «повітряного мішка» і швидко відстане. Лідер має сповільнитися так, щоб знову підхопити свого гонщика, і потім знову набрати потрібну швидкість.

## Перегони
Перегони відбуваються на велодромах або на інших овальних і різко нахилених треків, щоб підтримувати висока швидкість перегонів. Після старту велосипедисти виходять у щеплення із власними лідерами. Їзда відбувається проти годинникової стрілки, обгін можна виконувати тільки з правої сторони від попередника, блакитна лінія, яка відокремлює довгу прохідну смугу від внутрішньої. Як правило, у перегонах змагаються від чотирьох до шести пар учасників, які долають до 100 кілометрів (62 миля) або відбуваються перегони за встановлений час.

### Кейрін
Кейрін — це японський спринт зі стартом за лідером, який набуває популярності у всьому світу, різновид мотор-темпових перегонів. Група велосипедистів використовують одного лідера, щоб розігнатися, а потім виконують самостійний ривок до фінішу.

## Рекорди
Перший зареєстрований рекорд відстані, подоланої за лідером виконав Ф. Л. Доддс із Великої Британії, який на велосипеді з жорсткою покришкою проїхав близько 16 миль (26 км) на території Кембриджського університету в 1876 році. Він переслідував окремих велосипедистів. У південному Лондоні гонщик Дж. В. Стокс встановив непереможний британський рекорд 27 вересня 1897, за годину проїхав 32 милі 1,086 ярда (51,500001 км) слідуючи за лідером.
Перший рекорд за годин переслідуючи мотоцикл був встановлений в 1898 році Гаррі Елкельсом із США, він проїхав 34 милі (55 км). Лідером був тандем підсилений мотором. Першу рекордну дистанцію у переслідуванні за мотоциклом проїхав Том Лінтон із Британії на велодромі «Парк де Пренс» у Північно-Західному Парижі в 1902 році, рекорд склав 68 км (42 миля). Швидкості збільшувалися, але рекорди набували все більш туманних ознак, так як деякі із них були виконані з порушеннями правил Міжнародного союзу велосипедистів, та і будь-яких інших правил взагалі.
12 жовтня 1950 року Карл-Хайнц Крамер встановив світовий рекорд по абсолютній швидкості за мотоциклом у 154,506 км/год (96,006 миля/год) на Grenzlandring.
16 липня 1962 року француз Жозе Мейфрет встановив рекорд швидкості у 204,73 км/год (127,21 миля/год) слідуючи за Мерседес-Бенц 300 сл на автобані в Фрайбурзі, Німеччина. Його велосипед мав 130-зуба на передній зірочці і дерев'яні диски. Фред Ромпелберг використав драгстера з великим щитом як лідера, розігнався до 268,831 км/год (167,044 миля/год) на соляному озері Бонневіль 15 жовтня 1995 року.
25 квітня 2016 року встановлено абсолютний Британський рекорд швидкості Нілом Кемпбелл, який їхав зі швидкістю 183,75 км/год (114,18 миля/год) за модифікованим Фольксваген Пасатом. Він побив попередній рекорд у 181,76 км/год (112,94 миля/год), який встановив Гай Мартін у 2013 році переслідуючи модифіковану гоночну вантажівку.